# Pigeon d'Eversmann
Columba eversmanni
Espèce
Statut de conservation UICN

 VU A2bcd+3bcd+4bcd : Vulnérable
Le Pigeon d'Eversmann (Columba eversmanni) est une espèce d'oiseaux appartenant à la famille des Columbidae.
Le nom de cet oiseau commémore le naturaliste et explorateur allemand Eduard Friedrich von Eversmann (1794-1860).

Son aire de nidification s'étend de l'est de la mer Caspienne au Xinjiang.